# Mumbo jumbo (engelskt uttryck)
|  | Wiktionary har en ordboksartikel om mumbo jumbo. |

Mumbo jumbo eller mumbojumbo är ett engelskspråkigt uttryck, som sedan 1980 också är dokumenterat i svenskan Det syftar oftast på vad användaren uppfattar som felaktiga religiösa, andliga eller på andra sätt icke-vetenskapliga föreställningar, till exempel tron på arkaiska andliga ritualer, spöken eller new age-relaterade vanföreställningar.[källa behövs]
Uttrycket kan även översättas med fikonspråk, obegriplig jargong och rappakalja. Begreppet beskriver då alltså det menings- och innehållslösa inom ett visst samtalsämne, konversation, uttalande eller liknande och används ofta i relativt humoristiska sammanhang.[källa behövs]
Uttrycket har sitt ursprung i den brittiska kolonialtiden i Afrika, där kolonialisterna hade stora problem att förstå ursprungsbefolkningen och avfärdade missförstånd med att dessa ändå bara pratade ett slags "mumbo jumbo".[källa behövs]